# Tom Clancy’s Rainbow Six: Rogue Spear – Black Thorn
Tom Clancy's Rainbow Six: Rogue Spear — Black Thorn (с англ. — «Чёрный Шип») это расширенное дополнение для компьютерной игры Tom Clancy’s Rainbow Six: Rogue Spear. Оно было разработано в 2001 году Red Storm Entertainment и издано Ubisoft. Изначально включало десять карт, объединенных общим сюжетом, но после событий 11 сентября 2001 года одна из миссий с участием самолетов А380 был удалена из игры, а другая сменила место действия с аэропорта на вокзал. Также разработчики добавили шесть карт для многопользовательской игры, одиннадцать новых видов оружия и новый режим «Одинокий волк».

## Сюжет
| Место действия       | Дата и время      | Название операции | Сюжет |
| -------------------- | ----------------- | ----------------- | --- |
| Венесуэла, Каракас   | 26.05.2004, 06:00 | Дракон в пустыне  | Неизвестная террористическая группа захватила японское посольство в Каракасе. Это произошло во время вечеринки, проводившейся в честь визита высокопоставленных лиц Японии. Необходимо обезвредить террористов и спасти всех заложников. |
| Тунис, Тунис         | 13.06.2004, 01:25 | Бесшумный туз     | Неизвестная террористическая группа захватила итальянский круизный корабль, стоявший на якоре около Туниса. Установлено, что на борту заложена мощная взрывчатка, а два пассажира были взяты в заложники. У Радуги есть единственная возможность благополучно вывести заложников - ночной штурм. Необходимо обезвредить бомбу и освободить пленных. |
| Джибути, Лойада      | 24.06.2004, 12:15 | Медный король     | Террористы прорвались в городок Лойада в Джибути и захватили школьный автобус с пассажирами. Радуга должна остановить террористов, не допустив, чтобы заложникам был причинен какой-либо вред. Необходимо не дать автобусу пересечь границу. |
| Нигерия, Джунгли     | 06.06.2004, 06:50 | Тупой клинок      | Неизвестная террористическая группа захватила миротворцев ООН в Нигерии и держит их заложниками в своем лагере в джунглях. Террористы хорошо вооружены и подготовлены и, скорее всего, они ожидают нападения иностранных сил. Необходимо обезвредить их зенитные орудия, освободить заложников и захватить командира отряда живым, чтобы его можно было допросить. |
| Таиланд, Патайа      | 19.07.2004, 16:20 | Дух карабина      | Террористы захватили больницу в Паттейя, Таиланд и угрожают казнить своих заложников одного за другим, если их требования не будут выполнены. Перед Радугой стоит двойная задача. Во-первых — перехватить канал связи террористов с их базой, прежде чем у них будет возможность разорвать связь. Во-вторых — ликвидировать террористов и освободить заложников. |
| Нидерланды, Хальфвиг | 30.07.2004, 05:35 | Золотая песня     | Террористы захватили голландский скорый поезд и взяли его пассажиров в заложники. В данный момент поезд стоит на маленькой станции около границы Германии, и местные власти пытаются договориться с людьми, захватившими заложников, но попытки пока безуспешны. Необходимо освободить заложников и сопровождать их, пока они не окажутся в безопасности. |
| Кения, Момбаса       | 03.08.2004, 23:20 | Резкий росчерк    | Террористы захватили аэропорт около города Момбаса, Кения. Приземлившись в грузовом самолете, наемники провели штурм терминала и взяли в заложники группу учащихся, находящихся на каникулах. Необходимо спасти заложников и сопроводить их в зону выхода. |
| Италия, Милан        | 11.08.2004, 11:05 | Сломанный скипетр | После прибытия на конференцию в Милан, Италия, Генеральный секретарь ООН лорд Найгель Камерон был взят в заложники агентами, которые, без сомнения, работают на Ньюкастла. Камерон был захвачен в своем отеле перед тем, как выехать на конференцию, и содержится вместе с некоторыми служащими отеля. Необходимо спасти Генерального секретаря ООН и остальных заложников. |
| Греция, Афины        | 24.08.2004, 14:35 | Легкое облако     | Судя по прогнозам аналитиков, наемники Ньюкастла планировали захватить американских спортсменов во время Летних Олимпийских игр 2004 года в Афинах, Греция. Служба безопасности Олимпийских игр была предупреждена об этой попытке и смогла подготовиться к нападению. Хотя это позволило обеспечить безопасность спортсменов, террористы обнаружили ловушку и взяли в заложники персонал охраны. Затем они отступили во Дворец Съездов, расположенный около Олимпийской деревни. Необходимо спасти заложников и обезвредить самого Ньюкастла. Кажется, он лично принимает участие в этой операции. |

## Рецензии
| Сводный рейтинг    | Сводный рейтинг |
| Агрегатор          | Оценка          |
| ------------------ | --------------- |
| GameRankings       | 71,92 %         |
| Metacritic         | 67/100          |
| Иноязычные издания |                 |
| Издание            | Оценка          |
| Eurogamer          | 7/10            |
| GameSpot           | 6,9/10          |
| GameSpy            | 68 %            |
| IGN                | 7/10            |
| PC Gamer (US)      | 73 %            |

Расширенное дополнение получило более низкие оценки, чем сама игра. «Black Thorn» был последним дополнением, которому поставили 71,92 % на GameRankings, и 67 из 100 на Metacritic.